# Unione Sportiva Vibonese Calcio 2019-2020
Questa voce raccoglie le informazioni riguardanti l'Unione Sportiva Vibonese Calcio nelle competizioni ufficiali della stagione 2019-2020.

## Stagione
La stagione 2019-2020 è per la Vibonese la 2ª partecipazione alla terza serie del Campionato italiano di calcio. Una stagione fortemente condizionata dalla pandemia da Covid-19, che ha permesso di disputare solo 30 partite delle 38 in programma, dovendo fare i conti ogni settimana del torneo, con i contagi che hanno spesso condizionato le gare. La Vibonese allenata da Giacomo Modica ha raccolto 39 punti nel girone C, ottenendo l'undicesimo posto finale. Nel girone di andata la Vibonese ha raccolto 26 punti, mentre il bottino delle 11 partite giocate nel girone di ritorno è stato di 13 punti. Il torneo è stato prima sospeso a metà marzo con l'acuirsi della pandemia, poi l'8 giugno sono stati omologati dal Consiglio Federale i risultati ottenuti sul campo, con la Reggina promossa in Serie B, mentre a giugno e luglio si sono disputati i Play-out che hanno retrocesso Rende e Rieti con il Picerno in Serie D. Nella Coppa Italia di Serie C la Vibonese ha disputato da agosto a settembre il girone L di qualificazione che ha promosso il Sicula Leonzio.

## Divise e sponsor
La classica divisa della Vibonese è la Maglia rossoblù, con calzoncini e calzettoni blù. Lo sponsor tecnico per la stagione 2019-2020 è la Ready, mentre il main sponsor è Caffo.

## Rosa
Dal sito internet ufficiale della società.
Aggiornata al 31 agosto 2019.

## Risultati

### Serie C - girone C

#### Girone di andata
| Arbitro: | Angelucci (Rieti) |

|           |           |  |
| Fella 81’ | Marcatori |  |

| Arbitro: | Rutella (Enna) |

|  |           |              |
|  | Marcatori | 77’ Rossetti |

| Arbitro: | Saia (Palermo) |

|                  |           |              |
| Di Roberto 90+1’ | Marcatori | 35’ Malberti |

| Arbitro: | Ricci (Firenze) |

|                              |           |  |
| Bubas 15’, 67’ Petermann 26’ | Marcatori |  |

| Arbitro: | D'Ascanio (Ancona) |

|                                 |           |  |
| Malberti 11’ (aut.) Corazza 46’ | Marcatori |  |

| Arbitro: | Galipò (Firenze) |

|                                         |           |              |
| Prezioso 4’ Allegretti 13’ Emmausso 61’ | Marcatori | 80’ Nappello |

| Arbitro: | G. Miele (Nola) |

|                        |           |                                  |
| Volpe 22’ Molinaro 86’ | Marcatori | 52’ (rig.) Bubas 71’ Bernardotto |

| Arbitro: | Maggio (Lodi) |

|                               |           |               |
| Bubas 24’, 76’ Allegretti 39’ | Marcatori | 45+1’ Starita |

| Arbitro: | Bitonti (Bologna) |

|                                                                |           |                             |
| Caporale 15’ Perez 16’, 27’ Albertini 57’ Vázquez 60’ Bovo 91’ | Marcatori | 68’ (rig.), 79’ (rig.) Tito |

| Arbitro: | Zufferli (Udine) |

|                                                             |           |  |
| Bernardotto 4’, 55’ Pugliese 29’ Bubas 52’ Allegretti 90+1’ | Marcatori |  |

| Arbitro: | Giordano (Novara) |

|                              |           |                             |
| Panariello 49’ Schiavino 62’ | Marcatori | 22’ Emmausso 89’ Allegretti |

| Arbitro: | Santoro (Messina) |

|                  |           |              |
| Bubas 35’ (rig.) | Marcatori | 78’ Ferrante |

| Arbitro: | Di Cairano (Ariano Irpino) |

|                          |           |                          |
| Antenucci 4’ Terrani 69’ | Marcatori | 60’ Taurino 65’ Emmausso |

| Arbitro: | Fontani (Siena) |

|                                                            |           |             |
| Bubas 16’ Emmausso 63’, 78’ Bernardotto 80’ Prezioso 90+3’ | Marcatori | 65’ Granata |

| Arbitro: | Di Graci (Como) |

|            |           |  |
| França 89’ | Marcatori |  |

| Vibo Valentia 24 novembre 2019, ore 20:30 CET 16ª giornata | Vibonese        | 0 – 0 referto | Catanzaro | Stadio Luigi Razza (2 790 spett.)\| Arbitro: \| Ricci (Firenze) \| |
| Arbitro:                                                   | Ricci (Firenze) |               |           |                                                                    |

| Arbitro: | Centi (Viterbo) |

|                               |           |                                                                                          |
| Bollino 57’ (rig.) Grillo 64’ | Marcatori | 10’ Bernadotto 22’, 39’ Berardi 40’ Petermann 62’ Malalberti 69’ Emmausso 79’ Prezzabile |

| Vibo Valentia 8 dicembre 2019, ore 15:00 CET 18ª giornata | Vibonese           | 0 – 0 referto | Teramo | Stadio Luigi Razza (950 spett.)\| Arbitro: \| Frascaro (Firenze) \| |
| Arbitro:                                                  | Frascaro (Firenze) |               |        |                                                                     |

| Arbitro: | Maggio (Lodi) |

|             |           |              |
| Montero 74’ | Marcatori | 70’ Emmausso |

#### Girone di ritorno
| Arbitro: | Monaldi (Macerata) |

|  |           |                    |
|  | Marcatori | 31’ Hadžiosmanović |

| Arbitro: | Kumara (Verona) |

|              |           |               |
| Parisi 45+2’ | Marcatori | 31’ Petermann |

| Arbitro: | Petrella (Viterbo) |

|  |           |             |
|  | Marcatori | 31’ Spaltro |

| Arbitro: | Emmanuele (Pisa) |

|                |           |              |
| Libertazzi 65’ | Marcatori | 72’ Prezioso |

| Arbitro: | Gariglio (Pinerolo) |

|  |           |                  |
|  | Marcatori | 34’ (rig.) Denis |

| Potenza 9 febbraio 2020, ore 15:00 CET 25ª giornata | AZ Picerno         | 0 – 0 referto | Vibonese | Stadio Alfredo Viviani (446 spett.)\| Arbitro: \| Nicolini (Brescia) \| |
| Arbitro:                                            | Nicolini (Brescia) |               |          |                                                                         |

| Arbitro: | Giordano (Novara) |

|                                               |           |                        |
| Bernardotto 11’ Bubas 26’ (rig.) Emmausso 88’ | Marcatori | 65’ Negro 80’ Tounkara |

| Arbitro: | Arace (Lugo di Romagna) |

|                 |           |                          |
| L. Castaldo 36’ | Marcatori | 64’ Redolfi 79’ Battista |

| Arbitro: | Carrione (Castellammare di Stabia) |

|                             |           |             |
| Pugliese 34’ Prezzabile 89’ | Marcatori | 8’ Di Cosmo |

| Arbitro: | G. Miele (Nola) |

|                                   |           |              |
| A. Curcio 3’ (rig.) Mazzarani 88’ | Marcatori | 36’ Emmausso |

| Arbitro: | Collu (Cagliari) |

|                 |           |            |
| Tito 77’ (rig.) | Marcatori | 85’ Scarpa |

| Terni 15 marzo 2020, ore CET 31ª giornata | Ternana | – Campionato sospeso per cause legate alla pandemia da Covid-19. | Vibonese | Stadio Libero Liberati |

| Vibo Valentia 22 marzo 2020, ore CET 32ª giornata | Vibonese | – n.d. | Bari | Stadio Luigi Razza |

| Rieti 25 marzo 2020, ore CET 33ª giornata | Rieti | – n.d. | Vibonese | Stadio Centro d'Italia-Manlio Scopigno |

| Vibo Valentia 29 marzo 2020, ore CEST 34ª giornata | Vibonese | – n.d. | Potenza | Stadio Luigi Razza |

| Catanzaro 5 aprile 2020, ore CEST 35ª giornata | Catanzaro | – n.d. | Vibonese | Stadio Nicola Ceravolo |

| Vibo Valentia 11 aprile 2020, ore CEST 36ª giornata | Vibonese | – n.d. | Sicula Leonzio | Stadio Luigi Razza |

| Teramo 19 aprile 2020, ore CEST 37ª giornata | Teramo | – n.d. | Vibonese | Stadio Gaetano Bonolis |

| Vibo Valentia 26 aprile 2020, ore CEST 38ª giornata | Vibonese | – n.d. | Bisceglie | Stadio Luigi Razza |

### Coppa Italia Serie C

#### Fase a gironi
| Arbitro: | Arena (Torre del Greco) |

|                              |           |             |
| Napolitano 26’ Petermann 48’ | Marcatori | 81’ Lescano |

| Arbitro: | Pirrotta (Barcellona Pozzo di Gotto) |

|                                        |           |  |
| Scardina 10’ Sicurella 68’ Lescano 79’ | Marcatori |  |

## Statistiche

### Statistiche di squadra
Aggiornate al 7 marzo 2020
| Competizione         | Punti        | In casa | In casa | In casa | In casa | In casa | In casa | In trasferta | In trasferta | In trasferta | In trasferta | In trasferta | In trasferta | Totale | Totale | Totale | Totale | Totale | Totale | DR  |
| Competizione         | Punti        | G       | V       | N       | P       | Gf      | Gs      | G            | V            | N            | P            | Gf           | Gs           | G      | V      | N      | P      | Gf     | Gs     | DR  |
| -------------------- | ------------ | ------- | ------- | ------- | ------- | ------- | ------- | ------------ | ------------ | ------------ | ------------ | ------------ | ------------ | ------ | ------ | ------ | ------ | ------ | ------ | --- |
| Serie C              | 39 49,400 PF | 15      | 7       | 4       | 4       | 26      | 12      | 15           | 2            | 8            | 5            | 22           | 25           | 30     | 9      | 12     | 9      | 48     | 37     | +11 |
| Coppa Italia Serie C | -            | 1       | 1       | 0       | 0       | 2       | 1       | 1            | 0            | 0            | 1            | 0            | 3            | 2      | 1      | 0      | 1      | 2      | 4      | -2  |
| Totale               |              | 16      | 8       | 4       | 4       | 28      | 13      | 16           | 2            | 8            | 6            | 22           | 28           | 32     | 10     | 12     | 10     | 50     | 41     | +9  |

### Andamento in campionato
| Giornata  | 1  | 2  | 3  | 4  | 5  | 6  | 7  | 8  | 9  | 10 | 11 | 12 | 13 | 14 | 15 | 16 | 17 | 18 | 19 | 20 | 21 | 22 | 23 | 24 | 25 | 26 | 27 | 28 | 29 | 30 | 31   | 32   | 33   | 34   | 35   | 36   | 37   | 38   |
| --------- | -- | -- | -- | -- | -- | -- | -- | -- | -- | -- | -- | -- | -- | -- | -- | -- | -- | -- | -- | -- | -- | -- | -- | -- | -- | -- | -- | -- | -- | -- | ---- | ---- | ---- | ---- | ---- | ---- | ---- | ---- |
| Luogo     | T  | C  | T  | C  | T  | C  | T  | C  | T  | C  | T  | C  | T  | C  | T  | C  | T  | C  | T  | C  | T  | C  | T  | C  | T  | C  | T  | C  | T  | C  | T    | C    | T    | C    | T    | C    | T    | C    |
| Risultato | P  | P  | N  | V  | P  | V  | N  | V  | P  | V  | N  | N  | N  | V  | P  | N  | V  | N  | N  | P  | N  | P  | N  | P  | N  | V  | V  | V  | P  | N  | n.d. | n.d. | n.d. | n.d. | n.d. | n.d. | n.d. | n.d. |
| Posizione | 17 | 17 | 17 | 14 | 17 | 16 | 13 | 10 | 12 | 11 | 11 | 11 | 11 | 9  | 10 | 9  | 7  | 8  | 8  | 9  | 10 | 13 | 13 | 15 | 15 | 13 | 10 | 9  | 10 | 11 |      |      |      |      |      |      |      |      |

Legenda:

Luogo: C = Casa; T = Trasferta. Risultato: V = Vittoria; N = Pareggio; P = Sconfitta.